# Tomáš Podivínský
Tomáš Jan Podivínský (* 21. listopadu 1969 Vyškov) je český politik, v letech 2015 až 2020 velvyslanec České republiky v Německu. Podivínský byl od října 2012 do července 2013 náměstek ministra životního prostředí, od července 2013 do ledna 2014 ministr životního prostředí ve vládě Jiřího Rusnoka, od října 2013 do prosince 2014 poslanec Poslanecké sněmovny za KDU-ČSL. Od června do prosince 2021 byl náměstkem ministryně spravedlnosti ČR.

## Život
Vystudoval žurnalistiku na Fakultě sociálních věd Univerzity Karlovy v Praze (promoval v roce 1992). V listopadu 1989 byl členem ústředního stávkového výboru studentů.
Začínal jako novinář, začátkem 90. let působil v deníku Rovnost. V letech 1993 až 1995 pracoval jako manažer ve společnosti Janka Radotín, v roce 1996 nastoupil na ministerstvo zahraničí.
V letech 1997 až 2003 byl pověřen na velvyslanectví ČR ve Vídni česko-rakouskou komunikací problematiky jaderné elektrárny Temelín. Podílel se na organizování oficiálních i četných neoficiálních jednání hornorakouských a dolnorakouských zemských hejtmanů s českými partnery, ministrů životního prostředí nebo ministrů zahraničí, spolupodílel se na veřejných slyšeních k Temelínu a rovněž na vzniku dohody z Melku.
Následně se vrátil na ministerstvo zahraničí do Prahy, v letech 2003 až 2005 působil jako ředitel kabinetu ministra zahraničních věcí Cyrila Svobody. V roce 2004 absolvoval Diplomatickou akademii v Praze a stal se kariérním diplomatem. Mezi lety 2005 a 2009 se věnoval přeshraničním infrastrukturním a environmentálním česko-německým aktivitám a projektům z titulu generálního konzula ČR v německých Drážďanech.
V roce 2010 působil krátce na Diplomatické akademii a byl volebním manažerem KDU-ČSL.
Později nastoupil jako náměstek do Státního fondu životního prostředí, kde měl na starosti program Zelená úsporám.
Tomáš Podivínský je církevně ženatý a má dvě děti (dceru Anettu a syna Tomáše). Je také členem Rotary klubu Praha.

## Politické působení
V roce 1997 vstoupil do KDU-ČSL.
Do politiky vstoupil, když se v říjnu 2012 stal náměstkem ministra životního prostředí pro sekci technické ochrany životního prostředí. Ve své funkci se i nadále věnuje programu Zelená úsporám.
Po pádu Nečasovy vlády mu designovaný premiér Jiří Rusnok nabídl post ministra životního prostředí. Přijetí nabídky oznámil 5. července 2013. Prezident Miloš Zeman jej do funkce jmenoval 10. července 2013.
Ve volbách do Poslanecké sněmovny PČR v roce 2013 kandidoval v Moravskoslezském kraji jako lídr KDU-ČSL a byl zvolen poslancem. Od února 2014 byl místopředsedou Volebního výboru a členem Výboru pro životní prostředí. Od května 2014 pak členem Hospodářského výboru. K 8. prosinci 2014 rezignoval na poslanecký mandát. Nahradila jej Pavla Golasowská.
V září 2014 byl vládou schválen jako kandidát na velvyslance v Německu, dne 8. ledna 2015 funkci převzal. V květnu 2018 se zúčastnil Sudetoněmeckého sjezdu v Augsburgu. Post velvyslance zastával do července 2020, kdy jej nahradil Tomáš Kafka.
Následně se spekulovalo o jeho dalším působení – mluvilo se o postu velvyslance České republiky v Chorvatsku či Rakousku. V červnu 2021 se však stal politickým náměstkem ministryně spravedlnosti ČR Marie Benešové. Funkci zastával do prosince 2021, kdy jej nový ministr spravedlnosti ČR Pavel Blažek odvolal.